# Chiesa di Santa Geltrude (Stelvio)
La chiesa di Santa Geltrude (in tedesco: Kirche St. Gertraud), anche indicata come chiesa di Santa Gertrude, è la parrocchiale di Solda (Sulden), frazione di Stelvio (Stilfs) in Alto Adige. Fa parte del decanato di Malles e risale al XIX secolo.

## Descrizione
La chiesa è un monumento sottoposto a tutela col numero 17479 nella provincia autonoma di Bolzano.